# Hörapparat

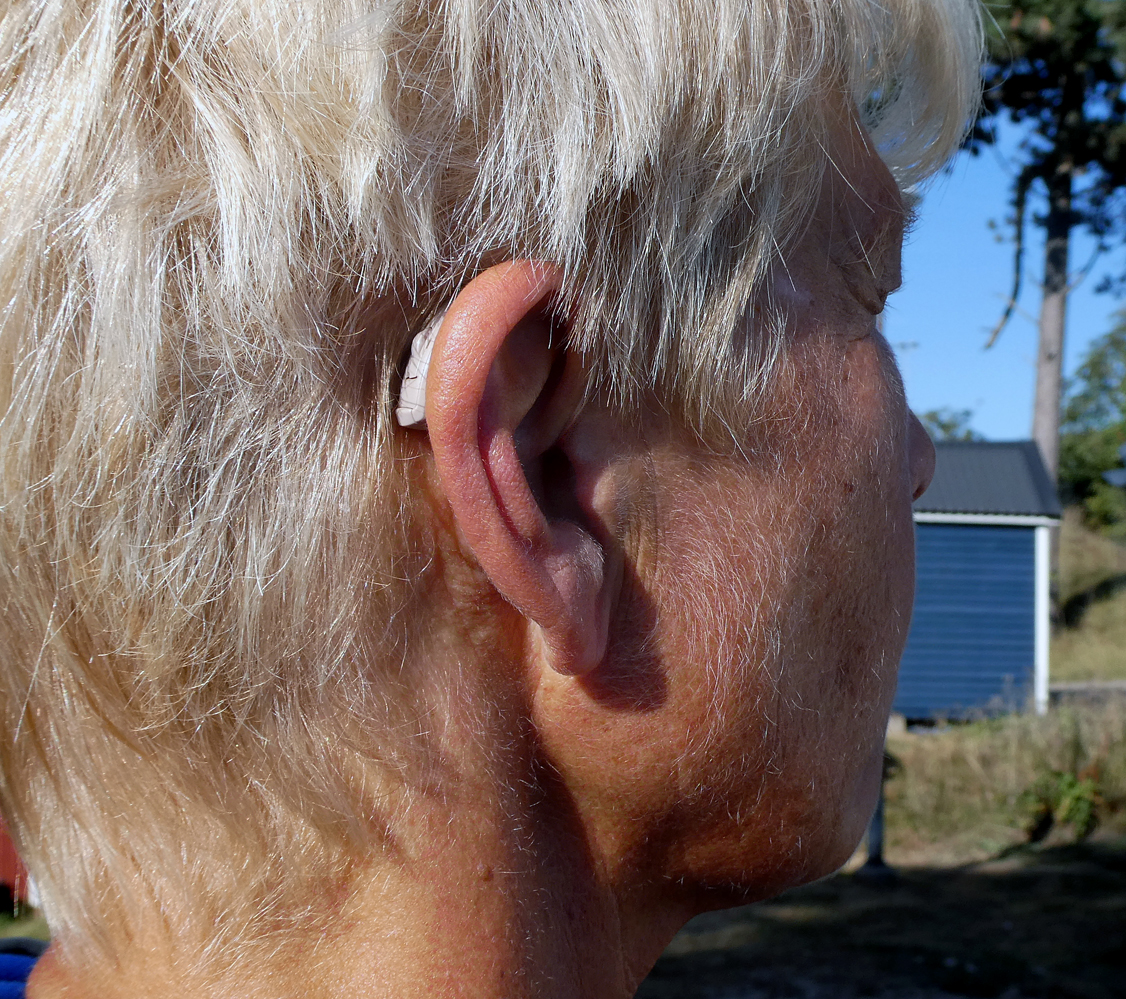
En modern bakom-örat hörapparat, ljudslangen till högtalaren är knappt synlig.

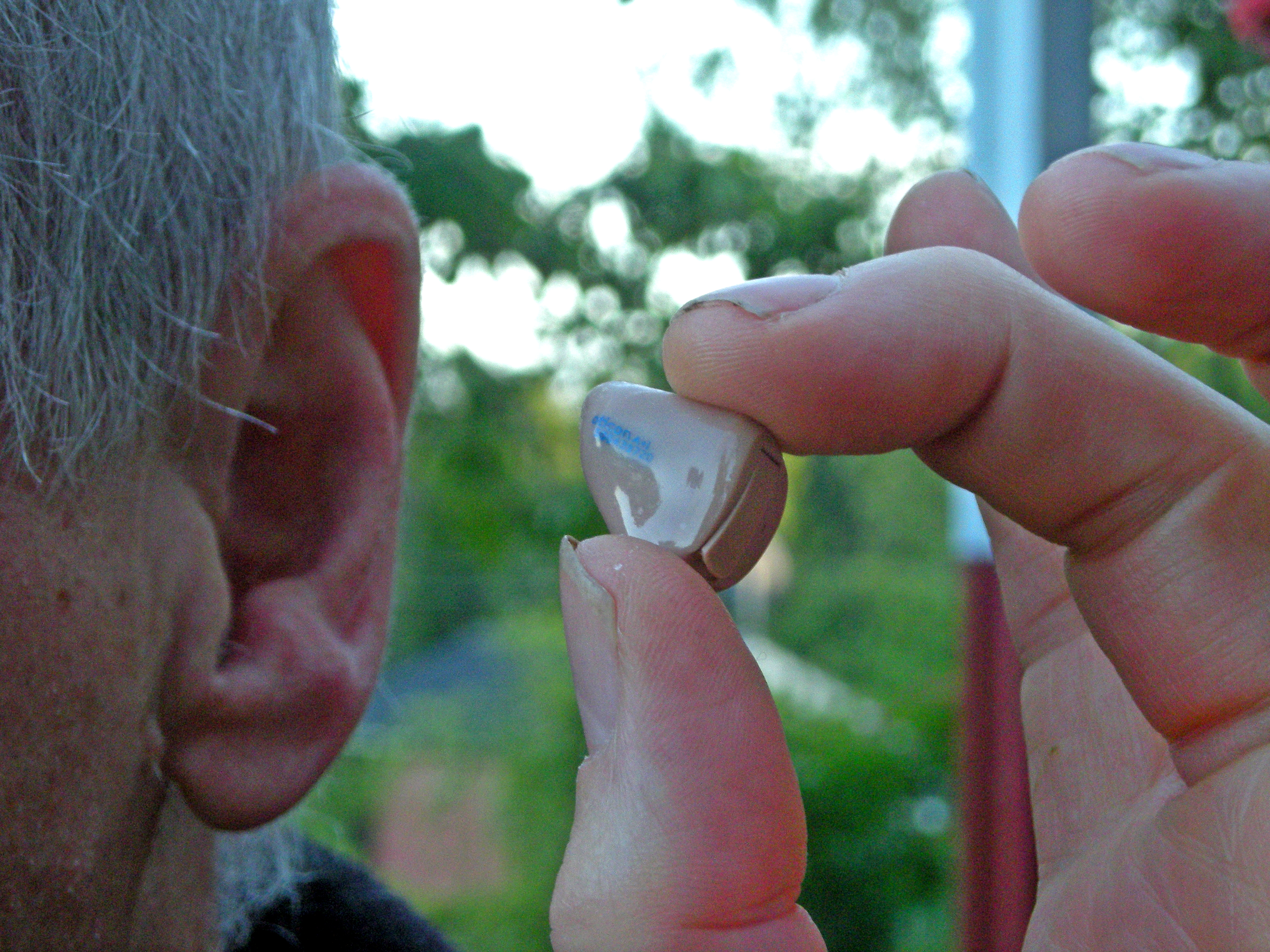
En i-örat hörapparat.

En hörapparat används vid hörselnedsättning för att förstärka ljud.
Hörapparaten är en egen ljudanläggning: med mikrofon, förstärkare, signalbehandling, högtalare och egen strömförsörjning (batteri). Apparaten är personlig, och är särskilt utprovad av en audionom, och anpassad för användarens hörselnedsättning, öra och önskemål.

## Historik
Hörapparater har använts sedan mycket långt tillbaka i tiden, oftast användes olika slags trattar vilka förstärkte ljudet.
De tidiga hörapparaterna var en mekanisk apparat som grundade sig på en förstärkning av ljud i analogi med den hos en megafon. Sådana var tillverkade av exempelvis trä eller metall med en lämplig böjning för att bekvämt kunna användas både av den talande och den tilltalade.
Steget mot moderna hörapparater började med tillverkandet av telefonen, och den första elektriska hörapparaten tillverkades år 1898.
Uppfinnandet av kolkornsmikrofonen, förstärkare, digitala signalprocessorer eller DSP, och utvecklandet av datorteknologi hjälpte till att utveckla hörapparaten till dess nuvarande form.
Ordet "hörapparat" är belagt i svenska språket sedan 1885.

## Galleri

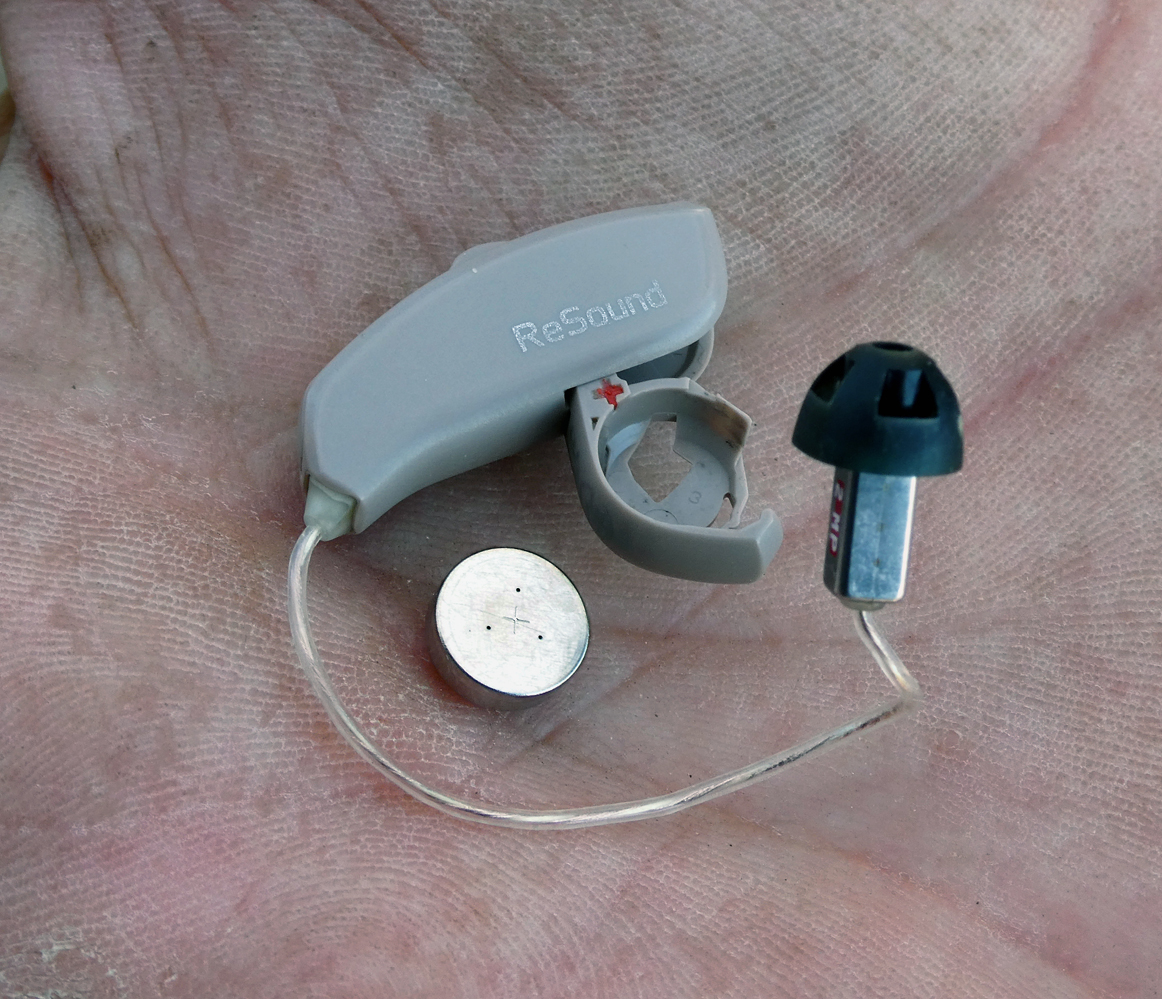
En modern bakom-örat-apparat med ett minicell batteri.
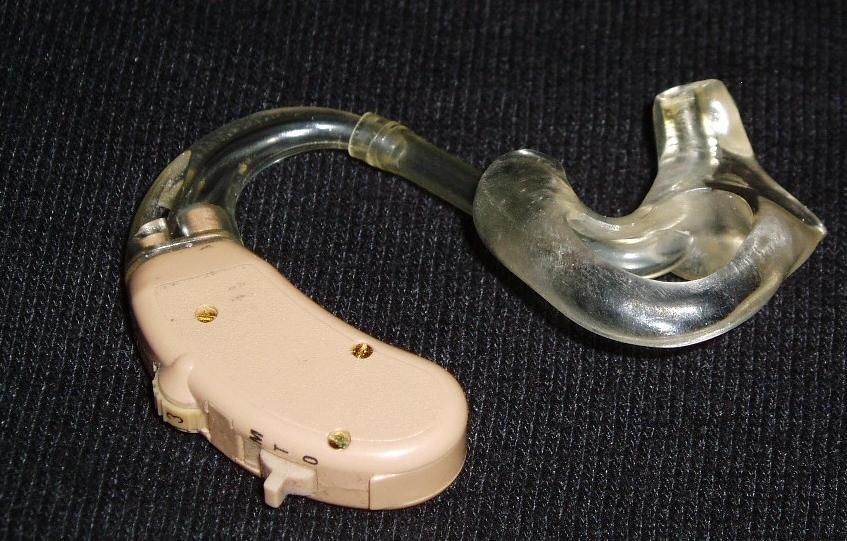
En äldre modell av bakom-örat-apparat.
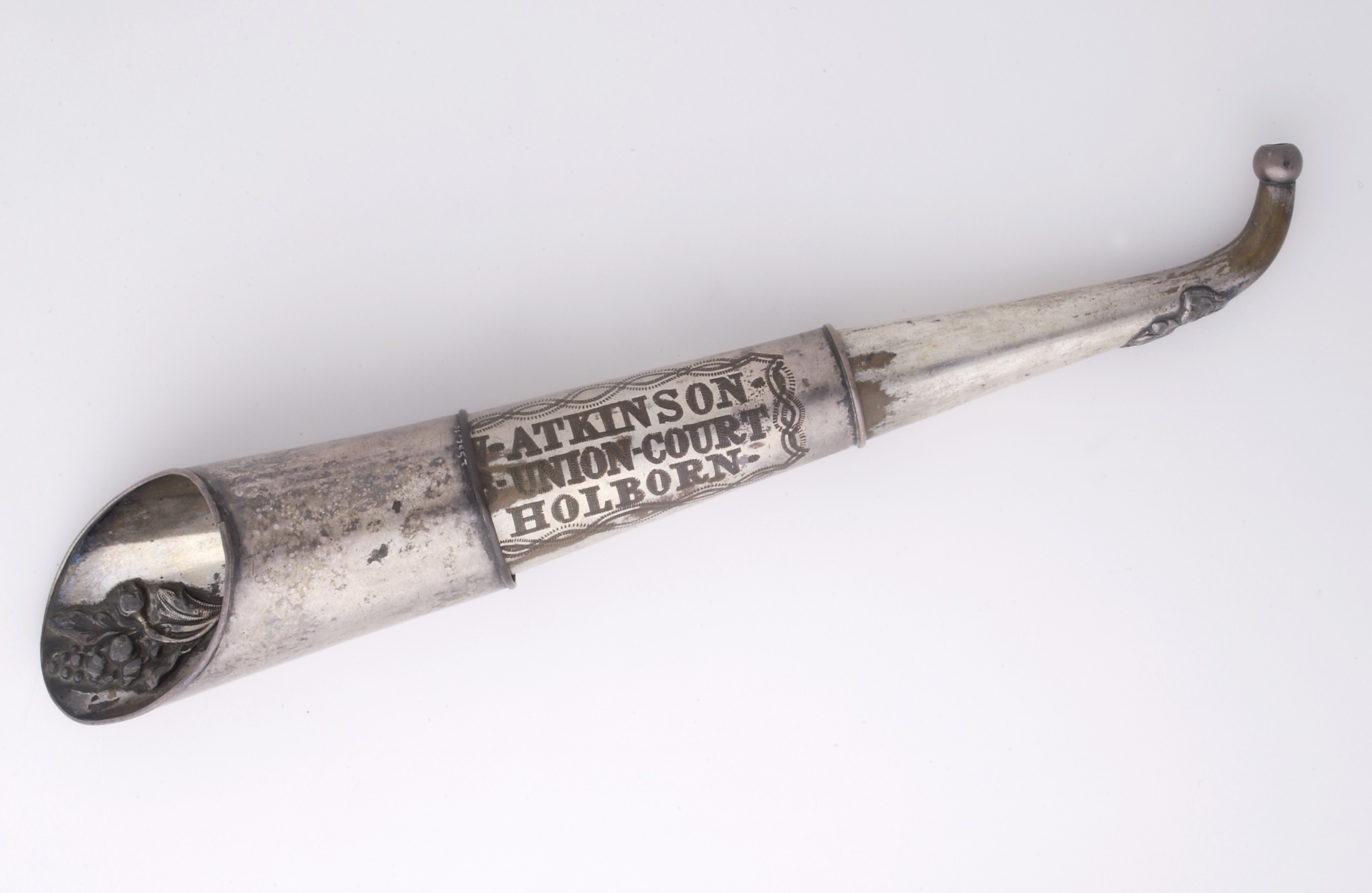
Viktoriansk hörlur tillverkad av Atkinson i London.